# Direcció General de Comunicació, Diplomàcia Pública i Xarxes
La Direcció General de Comunicació, Diplomàcia Pública i Xarxes és un òrgan de gestió del Ministeri d'Afers Exteriors, Unió Europea i Cooperació d'Espanya. S'encarrega fonamentalment de l'estratègia de comunicació del Ministeri i n'exerceix de portaveu oficial. Fins 2017 s'anomenà Direcció General de l'Oficina d'Informació Diplomàtica i fins al 2020 Direcció General de Comunicació i Informació Diplomàtica. El 2020 es va reanomenar com al sue nom actual i es va adscriure a la Secretaria d'Estat de l'Espanya Global. El 2021, després de suprimir-se la mencionada Secretaria d'Estat, passà a dependre directament del ministeri.

## Funcions
Les funcions d'aquesta direcció general es regulen en l'article 20 del Reial decret 768/2017, i són:
- L'elaboració de l'estratègia de comunicació del Ministeri d'Afers Exteriors
- La gestió dels continguts, aparicions i intervencions del titular del Departament i altres alts càrrecs davant els mitjans de comunicació.
- La coordinació i planificació de les labors de comunicació dutes a terme per les Secretaries d'Estat, Direccions generals, missions diplomàtiques, representacions permanents i oficines consulars d'Espanya.
- L'elaboració de plans d'acció coadjuvants a la millor gestió i projecció de la posició exterior d'Espanya
- La coordinació dels organismes dependents del Ministeri d'Afers Exteriors i de Cooperació, de les entitats vinculades al mateix i dels organismes de l'Administració General de l'Estat, encarregats de gestionar la imatge d'Espanya a l'exterior.
- La proposta i execució de l'estratègia de xarxes socials del Departament i Representacions d'Espanya en l'exterior.
- L'exercici de portaveu oficial del Ministeri d'Afers Exteriors, Unió Europea i Cooperació d'Espanya i la difusió de les informacions sobre la política exterior d'Espanya i les activitats del Departament.
- L'anàlisi i la distribució de la informació obtinguda a través dels diversos canals informatius als serveis centrals del Ministeri i a les Representacions d'Espanya en l'exterior, així com a les missions diplomàtiques estrangeres acreditades a Espanya
- El disseny, l'actualització i gestió del portal del Ministeri d'Afers Exteriors, Unió Europea i Cooperació a Internet i els seus continguts.
- La coordinació i redacció d'informacions, la producció i distribució informativa, i la realització de tasques de documentació i assessorament tècnic.
- L'elaboració del pressupost i la gestió econòmica de l'Oficina.

## Dependències
De la direcció general depenen els següents òrgans:
- Subdirecció General de l'Oficina d'Informació Diplomàtica.
- Subdirecció General de Comunicació Digital i Diplomàcia Pública.
- Divisió d'Organització Tècnica.

## Directors generals
- Ana María Rodríguez Pérez (2017-)[4]
- Cecilia Yuste Rojas (2012-2016)
- Juan María Alzina de Aguilar (2002-2004)
- Alberto Aza Arias (2000-2002)
- Joaquín Antonio Pérez-Villanueva y Tovar (1997-2000)
- Inocencio Félix Arias Llamas (1996-1997)
- Jesús Atienza Serna (1993-1996)
- Juan Bautista Leña Casas (1988-1993)
- Inocencio Félix Arias Llamas (1985-1988)
- Fernando Schwartz Girón (1982-1985)
- Inocencio Félix Arias Llamas (1981-1982)
- Antonio Oyarzábal y Marchesi (1979-1981)
- Máximo Cajal y López (1978-1979)
- Nicolás Revenga Domínguez (1977-1978)